# Bundesstraße 299a
Pour les articles homonymes, voir Route 299.
La Bundesstraße 299a est une Bundesstraße du Land de Bavière.

## Géographie
Elle bifurque de la B 299 à Neumarkt in der Oberpfalz et la relie à la jonction de Neumarkt sur l'A 3. La B 299a est signalée comme B 299.

## Source
- (de) Cet article est partiellement ou en totalité issu de l’article de Wikipédia en allemand intitulé « Bundesstraße 299a » (voir la liste des auteurs).